# Martin Mečíř
Bc. Martin Mečíř (* 1. září 1970) je český politik, v dubnu 2013 byl krátce poslancem Poslanecké sněmovny PČR, od roku 2006 je zastupitel města Trutnova, člen ODS.

## Život
Vystudoval vysokou školu a získal titul Bc. Od roku 1993 soukromě podniká.

## Politické působení
Do politiky vstoupil, když byl v komunálních volbách v roce 2006 zvolen za ODS zastupitelem města Trutnova. V krajských volbách v roce 2008 neúspěšně kandidoval ze 33. místa do Zastupitelstva Královéhradeckého kraje. V roce 2010 obhájil mandát zastupitele Trutnova a byl navíc zvolen i radním města. Od roku 2012 předsedá Výkonné radě Městského fotbalového klubu Trutnov.
Ve volbách do Poslanecké sněmovny PČR v roce 2010 kandidoval v Královéhradeckém kraji na 17. místě. Strana získala tři křesla, Martin Mečíř díky preferenčním hlasů vystoupal až na pozici prvního náhradníka. 11. dubna 2013 rezignovala na mandát poslankyně Zdeňka Horníková, protože se stala viceprezidentkou Nejvyššího kontrolního úřadu a Mečíř se tak stal poslancem. Po třinácti dnech, 24. dubna 2013, však na mandát rezignoval z rodinných a pracovních důvodů. V Poslanecké sněmovně jej tak nahradil Jozef Kochan.